# The Case of Itaewon Homicide
The Case of Itaewon Homicide (en hangul, 이태원 살인사건; romanización revisada, Itaewon Salinsageon)  es una película surcoreana de 2009, basada en la historia real del caso de asesinato de Itaewon, el cual impresionó a los surcoreanos cuándo el estudiante universitario Cho Jung-Pil del Hongik college fue encontrado muerto en un Burger King de  Itaewon en 1997. El asesinato fue investigado en 1997 por los agentes del CID J. Choi, D. Zeliff, T. Barnes Y B. Crow.  Dos adolescentes problemáticos —Arthur Patterson ( hijo de un exagente del Ejército de EE. UU. y de madre surcoreana) y Edward Lee— se convirtieron en sospechosos  y fueron condenados.  Patterson fue liberado un año más tarde con una amnistía especial, mientras que Lee fue liberado un año después debido a la falta de evidencia. Protagonizada por Jang Keun-suk como Arthur Patterson y Jung Jin-young como su abogado. Song Joong Ki interpretó a la víctima. La película vendió 531,068 entradas en Corea del sur

## Extradición de Arthur Patterson
Con la atención pública renovada después del estreno de la película, los fiscales en Corea del Sur reabrieron el caso después de descubrir evidencia de ADN que mostraba a Patterson como el asesino.  Edward Lee ya había testificado que Patterson era el asesino durante el primer juicio.  Patterson fue re-arrestado por autoridades de EE. UU. en mayo de 2011 y fue llevado ante un tribunal de inducción en California para su extradición a Corea para un nuevo juicio. La extradición a Corea del Sur fue aprobada y culminó con su llegada al  Aeropuerto Internacional de Incheon  en septiembre de 2015.
Juicio de asesinato y Condena
Durante el juicio de cuatro meses, Patterson repetidamente clamó ser inocente y acusó a Lee de haber asesinado a Cho. Lee testificó que claramente vio a Patterson acuchillando a Cho. En enero de 2016, el fiscal pidió una pena de 20 años para Patterson, que bajo la ley coreana es la pena máxima para los sospechosos que tuviesen 18 años o menos en el momento del delito. El 28 de enero de 2016 Patterson fue encontrado culpable de acuchillar a la víctima Cho Jung-Pil hasta asesinarlo y fue sentenciado a 20 años tras las rejas. Patterson y sus abogados han dicho que planean apelar el veredicto.
Apelaciones
El lunes 1 de febrero de 2016, oficiales locales en Seúl, Corea del Sur, informaron al público que Arthur Patterson interpuso una apelación en un tribunal superior. Patterson esta todavía negando categóricamente los cargos y continúa culpando a Lee por la muerte de Cho Joong-Pil. La apelación tratará asuntos como la evidencia aceptada por el tribunal y su legitimidad, y posibles equivocaciones en la aplicación de ley.

## Reparto
- Jung Jin-young como el fiscal Park.
- Jang Geun-suk como Robert J. Pearson (Arthur Patterson).
- Shin Seung-hwan como Alex "AJ" Jung (Edward Lee).[5]
- Oh Kwang-rok como Abogado Kim Byeon.
- Ko Chang-seok como el padre de Alex.
- Song Joong-ki como Cho Jung-Pil (víctima de asesinato).
- Kim Jung-ki como Juez.
- Choi Il-hwa como Jung-Pil  padre.
- Kim Min-kyung como Jung-Pil  madre.
- Song Young-chang
- Jo Seung-eun
- Park Jin-jyoung como Abogado Jang.
- Jin Kyung como la esposa del fiscal Park.
- Park Soo-young como el jefe de sección Choi.